# Norma Bengell
Norma Bengell, all'anagrafe Norma Aparecida Almeida Pinto Guimarães D'Áurea Bengell e conosciuta anche come Norma Benguel (Rio de Janeiro, 21 settembre 1935 – Rio de Janeiro, 9 ottobre 2013), è stata un'attrice, cantante e regista brasiliana.

## Biografia

Norma Bengell nel film Mafioso (1962)

Norma Bengell fu attiva nel cinema dal 1959, comparendo nel corso della carriera anche in numerose produzioni internazionali, incluso il periodo degli anni sessanta in cui fu coprotagonista in film italiani, nei quali era spesso l'oggetto del desiderio del protagonista. Fu la prima attrice brasiliana del grande schermo ad essere ripresa completamente nuda in un film: accadde in una scena, girata con Ruy Guerra e che destò scalpore, inserita nel suo film d'esordio, intitolato Os Cafajestes.
In Italia lavorò per la prima volta nel film Mafioso, accanto ad Alberto Sordi. Divenne nota soprattutto per la partecipazione con Barry Sullivan nel film Terrore nello spazio di Mario Bava e nello spaghetti western di Sergio Corbucci I crudeli. 
Recitò nella pellicola La parola data di Anselmo Duarte, dove impersonava una prostituta: il film venne nominato all'Oscar per il miglior film straniero nel 1963, dopo essersi aggiudicato la Palma d'oro al Festival di Cannes nel 1962.
Si cimentò anche nella regia: vanno ricordati in particolare il suo film del 1988 Eternamente Pagu, sulla vita della scrittrice Pagu, e un adattamento di O Guarani (1996), il capolavoro di José de Alencar. In Brasile prese parte ad alcune telenovelas, sostenendo ruoli di contorno, per esempio in Adolescenza inquieta e Partido Alto. 
Fu una convinta femminista, impegnata nelle lotte per il diritto all'aborto, per il diritto al divorzio e per l'utilizzo dei metodi contraccettivi. 
Morì nel 2013 per un tumore polmonare.

## Vita privata
Dal 1963 al 1967 fu sposata con l'attore italiano Gabriele Tinti.

## Curiosità
- Norma Bengell era stata inizialmente scelta per sostenere uno dei ruoli più importanti nella telenovela Dancin' Days, quello di Yolanda; lasciò la produzione per sopravvenuti contrasti con Daniel Filho, il regista, nonostante avesse già girato le primissime scene, che furono eliminate. La parte di Yolanda andò a Joana Fomm.

- Nelle sue memorie, Norma Bengell ricorda la sua scappatella con Alain Delon, mentre era fidanzata di Alberto Sordi, per la quale - all'hotel Villa Igiea di Palermo - volarono ceffoni. Il tutto avvenne mentre Delon era impegnato nelle riprese del “Gattopardo” di Visconti e in contemporanea Lattuada girava “Mafioso” con Sordi e Bengell.[2]

## Omaggi
- Viene citata nella canzone Todas as Mulheres do Mundo di Rita Lee.

## Filmografia parziale

### Cinema

Norma Bengell nel 1962

- Os Cafajestes, regia di Ruy Guerra (1962)
- La parola data (O pagador de promessas), regia di Anselmo Duarte (1962)
- Mafioso, regia di Alberto Lattuada (1962)
- La ballata dei mariti, regia di Fabrizio Taglioni (1963)
- I cuori infranti, regia di Gianni Puccini (1963)
- La costanza della ragione, regia di Pasquale Festa Campanile (1964)
- I piaceri della notte (Noite Vazia), regia di Walter Hugo Khouri (1965)
- La violenza e l'amore, regia di Adimaro Sala (1965)
- Terrore nello spazio, regia di Mario Bava (1965)
- L'uomo di Toledo, regia di Eugenio Martín (1965)
- Una bella grinta, regia di Giuliano Montaldo (1965)
- I crudeli, regia di Sergio Corbucci (1967)
- Io non perdono... uccido, regia di Joaquìn Luis Romero Marchent (1967)
- Gli dei e i morti, regia di Ruy Guerra (1970)
- O Abismo, regia di Rogério Sganzeria (1970)
- Rapporto sulle esperienze sessuali di tre ragazze, regia di Walter Hugo Khouri (1970)
- O Capitan Banderaa contra o doutor moura Brazil, regia di Antonio Calmon (1971)
- O Demiurgo, regia di Jorge Mautner (1973)
- Assin Era a Atlàntida, regia di Carlos Manga (1975)
- Paranóia, regia di Antonio Calmon (1977)
- A Idade da Terra, regia di Glauber Rocha (1980)
- Tensao no Rio, regia di Gustavo Dahi (1984)
- Running Out of Luck (1987)
- Eternamente Pagu (anche regista) (1988)
- Glauber le film, labyrinhe du Bresil, regia di Silvio Tendler (2004)
- Anabazys, regia di Joel Pizzini Paloma Rocha (2006)

### Televisione
- Il ladro (T.H.E. Cat) – serie TV, episodio 1x01 (1966)
- Gli emigranti (Os Imigrantes, 1981)
- Adolescenza inquieta (Os Adolescentes, 1981-1982)
- Parabéns pra Você (1983)
- Partido Alto (1984)
- O Sexo dos Anjos (1989)
- Alta Estação (2006)
- Toma Lá, Dá Cá (2008-2009)

## Doppiatrici italiane
- Adriana Asti in Mafioso
- Cristina Grado ne I cuori infranti
- Benita Martini in La costanza della ragione
- Gabriella Genta in I crudeli

## Discografia
- 195?: A Lua De Mel Na Lua - E Se Tens Coração - (Capitol/Odeon 78)
- 1959: Ooooooh! Norma - (Capitol/Odeon LP)
- 1965: Meia Noite Em Copacabana (Elenco LP)
- 1977: Norma Canta Mulheres - (Phonogram LP)
- 2001: Groovy - Faixa "Feaver - (Sony Music CD)